# 清水キョウイチ郎
清水 キョウイチ郎（しみず きょういちろう、本名：清水 共一〈しみず きょういち〉、1965年3月6日 - 2006年11月4日）は、奈良県出身の吉本興業に所属していたお笑い芸人。元「ぴのっきを」のボケ担当。ピン芸人時代の旧芸名は、清水家 共一（しみずや きょういち）、清水 共一郎（しみず きょういちろう）。師匠はいかりや長介、山根伸介とされている。

## 芸歴
奈良芸術短期大学インテリア学科卒業後、1987年頃から東京へ上京し役者を目指す。いかりや長介に入門するが、後に破門され大阪へ戻る（あくまで清水本人による談であり、破門の理由にも複数の説がある他、清水の実弟もメッセンジャー黒田に「そんな話は聞いたことがない」と話すなど、真偽の程は不明である）。1988年3月うめだ花月の舞台進行役になり、フレッシュコーナーにおいてトップで合格。同年6月に新井正浩（タコ）と漫才コンビ「ぴのっきを」を結成、心斎橋筋2丁目劇場やうめだ花月などで活躍。だが、2000年に新井が実家の家業を継ぐために芸人を廃業し、コンビを解散。その後新喜劇に入団するが、処遇に困った吉本興業本社が新喜劇に入団させたという説もある。「ぴのっきを」（1995年から「ぴのっきお」、2000年から「きょーちゃん蛸ちゃん」）時代、本名を芸名として活動していたが、新喜劇入団後は短期間で改名を繰り返し、現在の芸名に落ち着いていた。
『ごきげん!ブランニュ』（ABCテレビ）ではパラ軍団の一員として活動し、三食すべてをそうめんで過ごす、賞品の金券を換金するなどその貧乏生活ぶりが暴露されている。同番組で鯖街道（福井県小浜市から京都市・出町柳までの約80km）を細い体に似合わず踏破した。尚、この番組では他に、月亭八光、藤井輝雄（しましまんず）、タンク（シンクタンク）、今別府直之、中立豊、岡友美（青空）が鯖街道に挑戦したが（八光、藤井、タンクは2回）、完走したのは最年長の清水のみ。スタッフが止めたにもかかわらず最後まで歩き続けた。
2006年11月4日、肺血栓のため大阪市内の自宅にて41歳で死去した。11月7日に新喜劇出演が控えていたが、4日になっても台本を取りに来ないため、不審に思ったマネージャーが翌5日清水の自宅を訪れたが、既に亡くなった状態で発見された。亡くなる4日前（10月31日）に、うめだ花月の舞台（ケツカッチン・高山トモヒロのイベントにゲスト出演したもの）に特に問題なく立っており、この突然の訃報は吉本の芸人仲間に大きな衝撃を与えた。清水は生前、数回「俺はもう死ぬ」と芸人仲間に電話するなど自殺を匂わせる言動をしていたため、訃報を聞いた芸人仲間の中には、自殺ではないかと考えた者もいたという。
11月8日に大阪市阿倍野区の斎場で行われた葬儀・告別式は、吉本の大先輩で落語家の桂文珍や長年の芸人仲間だったメッセンジャー黒田、高山トモヒロら芸能関係者やファンら約350人が弔問に訪れた。弔辞は黒田と高山が読み上げた。
『ヨシモトファンダンゴTV』、『ごきげん!ブランニュ』及び『やりすぎコージー』で緊急追悼番組（特集）が組まれた。やりすぎコージーの追悼スペシャル では、黒田が「全然いい人じゃなかったけど、面白い人やったんですよ」と評し、あいはらは「パラ軍団永久会員です」（清水は、タンクとの不和により2006年にパラ軍団を脱退していた）とコメントし、笑いに包まれた追悼番組となっていた。
2007年、『YOSHIMOTO DIRECTOR'S 100 〜100人が映画撮りました〜』の企画として、清水の実話を題材にメッセンジャー黒田が監督した短編『潮どき〜芸人・清水キョウイチ郎〜』が制作・上映された。

## ギャグ・イジリ
特徴的な後頭部をよく内場勝則などにいじられていた。「部活動は？」、（清水）「後頭部や！」、「すいません、尖ってるのが不思議だったから」、「サル顔」、「キョロちゃん」、「叩きやすい頭」、「ウマズラビーム！」など。
「ぴのっきを」時代のネタをそのまま流用。歌でボケる。歌においてトーンが下がるところでワザと上げて、下がらな～、とつっこまれると、過度に下がり叩かれる。早い動きで西城秀樹やピンクレディーの振り付けを行うネタ（コロッケの野口五郎より激しいものだった）。こんにちは赤ちゃんのメロディーにのせて手品の真似をする。

## 出演
コンビ時代
- 爆笑オンエアバトル - 戦績1勝2敗 最高449KB

ピン時代
- やりすぎコージー・土曜婦人